# Liste de ponts de Russie
e Cette liste de ponts du Russie a pour vocation de présenter une liste de ponts remarquables de Russie, tant par leurs caractéristiques dimensionnelles, que par leur intérêt architectural ou historique.

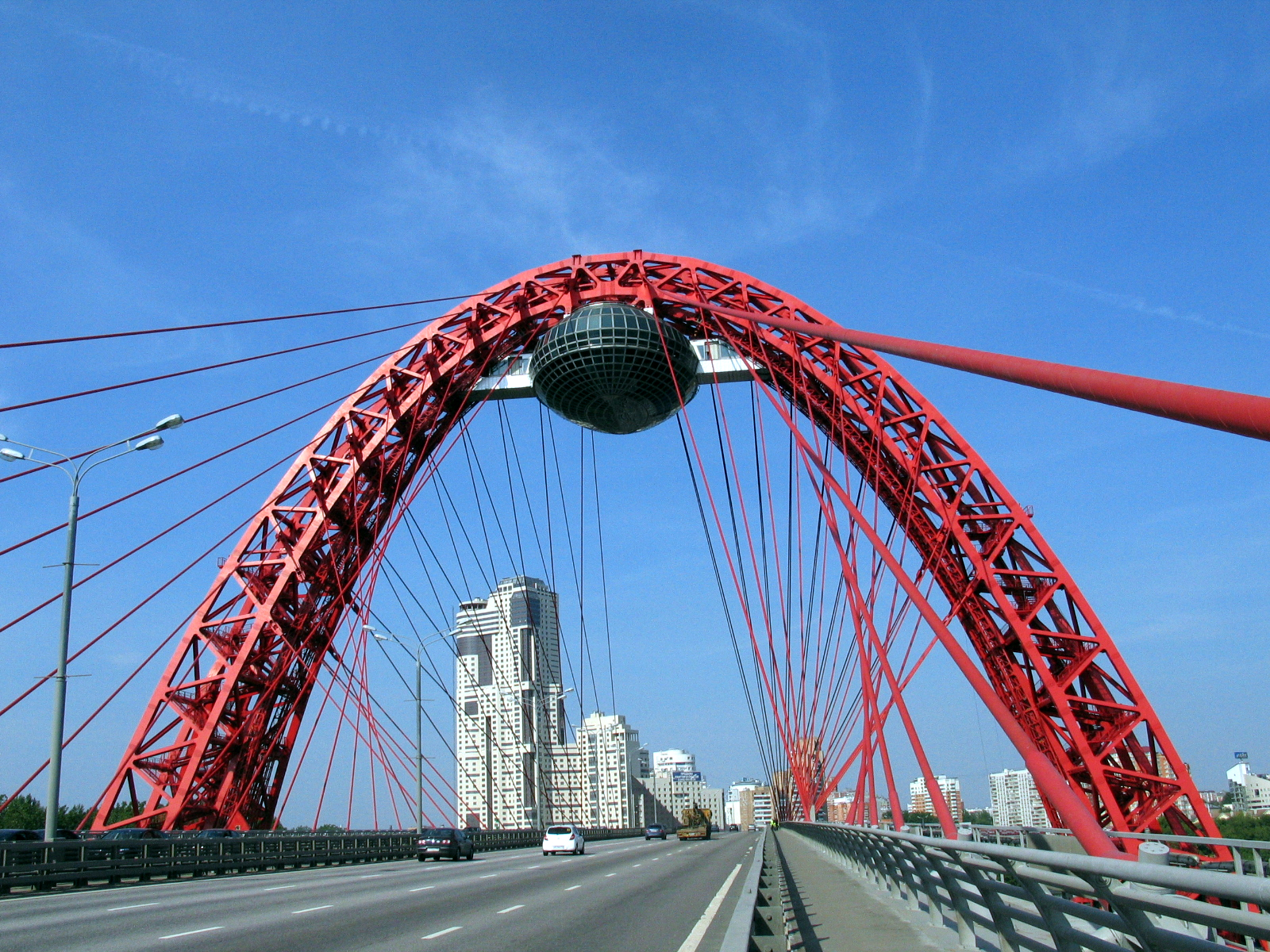
Le pont Jivopisny sur la Moskova à Moscou

La catégorie lien donne la classification de l'ouvrage parmi ceux présentés et propose un lien vers la fiche technique du pont sur le site Structurae, base de données et galerie internationale d'ouvrages d'art. La liste peut être triée selon les différentes entrées du tableau pour voir ainsi les ponts en arc ou les ouvrages les plus récents par exemple.
Les colonnes portée et longueur, exprimées en mètres indiquent respectivement la distance entre les pylônes de la travée principale et la longueur totale de l'ouvrage, viaducs d'accès compris.

## Ponts présentant un intérêt historique
|  |    | Nom                                | Russe                                   | Distinction                                                         | Long. | Type                                              | Voie portée Voie franchie                           | Date          | Localisation                                        | Province             | Ref.     |
|  | -- | ---------------------------------- | --------------------------------------- | ------------------------------------------------------------------- | ----- | ------------------------------------------------- | --------------------------------------------------- | ------------- | --------------------------------------------------- | -------------------- | -------- |
|  | 1  | Pont en bois de Verkhotourié       | Пешеходный подвесной мост через р. Туру | Objet patrimonial culturel n°6600001107                             |       | Suspendu Câbles acier, platelage bois, piles bois | Passerelle Toura                                    | XVIIe siècle  | Verkhotourié 58° 51′ 35,3″ N, 60° 48′ 19″ E         | Sverdlovsk           | [ K 1 ]  |
|  | 2  | Pont des Figures                   | Фигурный мост                           | Palais de Tsaritsyno                                                |       | Maçonnerie 1 arche plein cintre                   | Pont piétonnier                                     | 1778          | Moscou 55° 36′ 58,9″ N, 37° 40′ 50,5″ E             | Moscou               |          |
|  | 3  | Grand pont du palais de Tsaritsyno | Большой мост через овраг                | Palais de Tsaritsyno                                                | 80    | Maçonnerie 8 arches (3 ogivales, 5 plein cintre)  | Pont piétonnier                                     | 1784          | Moscou 55° 37′ 04,5″ N, 37° 40′ 50,3″ E             | Moscou               |          |
|  | 4  | Pont Lomonossov                    | Мост Ломоносова                         | Objet patrimonial culturel n°7810706007                             |       | Poutres Acier Pont levant                         | ulitsa Lomonosova Fontanka                          | 1787          | Saint-Pétersbourg 59° 55′ 42,4″ N, 30° 20′ 08,5″ E  | Saint-Pétersbourg    | [ K 2 ]  |
|  | 5  | Pont du diable de Vasilevo         | Валунный арочный мост                   | Pont du Diable                                                      |       | Maçonnerie 3 arches                               | Pont piétonnier                                     | XVIIIe siècle | Torjok 57° 05′ 46,7″ N, 34° 57′ 54,1″ E             | Tver                 |          |
|  | 6  | Aqueduc de Rostokino               | Ростокинский акведук                    | Objet patrimonial culturel n°7710438000                             | 356   | Maçonnerie 21 arches plein cintre Aqueduc         | Iaouza                                              | 1804          | Moscou 55° 49′ 42,2″ N, 37° 39′ 18″ E               | Moscou               | [ K 3 ]  |
|  | 7  | Pont de la Poste                   | Почтамтский мост                        | Objet patrimonial culturel n°7810699008                             | 35    | Suspendu À chaînes                                | Passerelle Moïka                                    | 1824          | Saint-Pétersbourg 59° 55′ 49,8″ N, 30° 18′ 02,9″ E  | Saint-Pétersbourg    | [ K 4 ]  |
|  | 8  | Pont de la Banque                  | Банковский мост                         | Objet patrimonial culturel n°7810694002                             | 25    | Suspendu À chaînes                                | Passerelle Canal Griboïedov                         | 1826          | Saint-Pétersbourg 59° 55′ 55,8″ N, 30° 19′ 29,9″ E  | Saint-Pétersbourg    | [ K 5 ]  |
|  | 9  | Pont aux Lions                     | Львиный мост                            | Objet patrimonial culturel n°7810694006                             | 28    | Suspendu À chaînes                                | Passerelle Canal Griboïedov                         | 1826          | Saint-Pétersbourg 59° 55′ 36,8″ N, 30° 18′ 05,1″ E  | Saint-Pétersbourg    | [ K 6 ]  |
|  | 10 | Pont égyptien effondré en 1905     | Египетский мост                         |                                                                     |       | Suspendu                                          | Fontanka                                            | 1826          | Saint-Pétersbourg 59° 55′ 00,9″ N, 30° 17′ 50,7″ E  | Saint-Pétersbourg    |          |
|  | 11 | Pont Anitchkov                     | Мост Аничков                            | Objet patrimonial culturel n°7810706001                             | 54    | Maçonnerie 3 arches                               | Nevskiy prospekt Fontanka                           | 1841          | Saint-Pétersbourg 59° 55′ 59,7″ N, 30° 20′ 36,2″ E  | Saint-Pétersbourg    | [ K 7 ]  |
|  | 12 | Pont en fonte de Palace park       | Мосты металлические (восемь)            | Objet patrimonial culturel n°4710204023                             |       | Poutres Fonte                                     | Pont piétonnier                                     | 1880          | Gatchina 59° 34′ 14,7″ N, 30° 05′ 58,3″ E           | Léningrad            | [ K 8 ]  |
|  | 13 | Pont de la Trinité                 | Троицкий мост                           | Objet patrimonial culturel n°7802128000                             | 582   | Arc Acier, tablier porté Pont levant              | Neva                                                | 1903          | Saint-Pétersbourg 59° 56′ 55,5″ N, 30° 19′ 38,7″ E  | Saint-Pétersbourg    |          |
|  | 14 | Pont du Palais                     | Дворцо́вый мост                          | Objet patrimonial culturel n°7802129000                             | 260   | Poutres Acier Pont levant                         | Birzhevaya ploshchad' - Dvortsovaya ploshchad' Neva | 1916          | Saint-Pétersbourg 59° 56′ 28,1″ N, 30° 18′ 29,2″ E  | Saint-Pétersbourg    | [ K 9 ]  |
|  | 15 | Pont égyptien                      | Египетский мост                         | Objet patrimonial culturel n°7810706002                             | 46    | Arc Acier, tablier porté                          | Lermontovskiy prospekt Fontanka                     | 1955          | Saint-Pétersbourg 59° 55′ 00,8″ N, 30° 17′ 50,2″ E  | Saint-Pétersbourg    | [ K 10 ] |
|  | 16 | Pont de la reine Louise            | Мост Королевы Луизы                     | Objet patrimonial culturel n°3900314000 Frontière Lituanie – Russie |       | Poutres Acier                                     | Niémen                                              | 1965          | Sovetsk - Panemunė 55° 05′ 02,2″ N, 21° 54′ 22,5″ E | Kaliningrad Lituanie | [ K 11 ] |

## Grands ponts
Ce tableau présente les ouvrages ayant des portées supérieures à 100 m (liste non exhaustive).
|  |        | Nom                                  | Russe                              | Portée    | Long.                               | Type                                                                  | Voie portée Voie franchie                  | Date                              | Localisation                                       | Sujets fédéraux      | Ref. 56° 16′ 18″ N, 113° 21′ 36″ E |
|  | ------ | ------------------------------------ | ---------------------------------- | --------- | ----------------------------------- | --------------------------------------------------------------------- | ------------------------------------------ | --------------------------------- | -------------------------------------------------- | -------------------- | ---------------------------------- |
|  | 1      | Pont de l'île Rousski                | Мост на остров Русский             | 1104      | 3100                                | Haubané Tablier caisson acier, pylônes béton                          | Bosphore oriental                          | 2012                              | Vladivostok 43° 03′ 47,6″ N, 131° 54′ 26,8″ E      | Kraï du Primorié     | [ 1 ]                              |
|  | 2      | Pont de la Corne d'Or                | Мост через бухту Золотой Рог       | 737       | 2100                                | Haubané Tablier caisson acier, pylônes béton                          | Zolotoï Rog                                | 2012                              | Vladivostok 43° 06′ 31,4″ N, 131° 53′ 45,9″ E      | Kraï du Primorié     | [ 2 ]                              |
|  | 3      | Pont pittoresque                     | Живописный мост                    | 409,5     | 1460                                | Haubané Monopylône, tablier caisson acier, pylône arc acier           | Krasnoprenensky avenue Moskova             | 2007                              | Moscou 55° 46′ 34,7″ N, 37° 26′ 35,9″ E            | Moscou               |                                    |
|  | 4      | Pont de Iougra                       | Сургутский мост                    | 408       | 2110                                | Haubané Monopylône, tablier caisson acier, pylône acier               | Ob                                         | 2000                              | Sourgout 61° 13′ 02,4″ N, 73° 09′ 35,7″ E          | Khantys-Mansis       |                                    |
|  | 5      | Pont Bolchoï Oboukhovski             | Большой Обуховский мост            | 382       | 2824                                | Haubané Tablier caisson acier, pylônes acier 2 ouvrages jumelés       | Saint Petersburg Ring Road Neva            | 2004 2007                         | Saint-Pétersbourg 59° 51′ 14,1″ N, 30° 29′ 33,6″ E | Saint-Pétersbourg    | [ 3 ]                              |
|  | 6      | Pont Bougrinski                      | Бургинский мост                    | 380       | 2097                                | Arc Acier, tablier suspendu, suspentes croisées Pont bow-string       | Ob                                         | 2014                              | Novossibirsk 54° 58′ 29,9″ N, 82° 57′ 44,8″ E      | Novossibirsk         |                                    |
|  | 7      | Pont sur l'Irtych                    | Мост через Иртыш                   | 231       | 1316                                | Arc Acier, tablier intermédiaire                                      | Irtych                                     | 2004                              | Khanty-Mansiïsk 60° 59′ 20,7″ N, 68° 58′ 51,8″ E   | Khantys-Mansis       | [ 4 ]                              |
|  | 8      | Pont de Mourom                       | Муромский мост                     | 231 (x2)  | 1393                                | Haubané 3 pylônes béton, tablier mixte acier/béton                    | Oka                                        | 2009                              | Mourom 55° 37′ 05,1″ N, 42° 04′ 05,6″ E            | Vladimir             |                                    |
|  | 9a, 9b | Pont de Crimée                       | Крымский мост                      | 227       | 16900 (routier) 18100 (ferroviaire) | Pont en arc                                                           | Détroit de Kertch                          | 2018 (routier) 2019 (ferroviaire) | Kertch 45° 14′ 50″ N, 36° 35′ 03″ E                | République de Crimée |                                    |
|  | 10     | Pont d'Oulianovsk                    | Ульяновский мост (новый)           | 221 (x25) | 5825                                | Treillis Acier                                                        | Volga                                      | 2009                              | Oulianovsk 54° 21′ 39″ N, 48° 26′ 19,6″ E          | Oulianovsk           |                                    |
|  | 11     | Pont d'Octobre de Krasnoïarsk        | Октябрьский мост (Красноярск)      | 200,2     | 2605                                | Poutre-caisson Acier                                                  | Ienisseï                                   | 1986                              | Krasnoïarsk 56° 01′ 12,2″ N, 92° 56′ 55,6″ E       | Krasnoïarsk          |                                    |
|  | 12     | Pont d'Octobre de Tcherepovets       | Октябрьский мост (Череповец)       | 194       | 781                                 | Haubané Monopylône, tablier poutres acier, pylônes acier              | Мостострой № 6 Cheksna                     | 1979                              | Tcherepovets 59° 06′ 52,5″ N, 37° 54′ 12,2″ E      | Vologda              |                                    |
|  | 13     | Pont Samsonovski                     | Самсоновский мост                  | 189       | 710                                 | Arc Acier, tablier intermédiaire                                      | Irtych                                     | 2004                              | Tara 56° 57′ 31,5″ N, 74° 23′ 26,7″ E              | Omsk                 | [ 5 ]                              |
|  | 14     | Pont Krymski                         | Крымский мост                      | 168       | 688                                 | Suspendu À chaînes, tablier poutres acier, dalle béton, pylônes béton | ulitsa Krymskiy Val Moskova                | 1938                              | Moscou 55° 44′ 02,4″ N, 37° 35′ 56,4″ E            | Moscou               |                                    |
|  | 15     | Pont de Saratov                      | Саратовский мост                   | 166 (x3)  | 2804                                | Arc Béton, tablier porté                                              | Volga                                      | 1965                              | Saratov - Engels 51° 31′ 26,2″ N, 46° 03′ 56,8″ E  | Saratov              |                                    |
|  | 16     | Pont de Volgograd                    | Волгоградский мост                 | 157 (x3)  | 2400                                | Poutre-caisson Béton précontraint                                     | Volga                                      | 2009                              | Volgograd 48° 43′ 20,5″ N, 44° 32′ 53″ E           | Volgograd            |                                    |
|  | 17     | Nouveau pont de Saratov              | Мостовой переход через р.Волгу     | 157 (x3)  | 2351                                | Poutre-caisson Acier                                                  | Volga                                      | 2000 2009                         | Saratov - Engels 51° 35′ 34,9″ N, 46° 12′ 44,9″ E  | Saratov              | [ 6 ]                              |
|  | 18     | Pont Vantovy                         | Вантовый пешеходный мост           | 155       | 550                                 | Haubané Tablier poutres béton, pylônes béton                          | Ienisseï                                   | 1985                              | Krasnoïarsk 56° 00′ 49,5″ N, 92° 54′ 05,5″ E       | Krasnoïarsk          |                                    |
|  | 19     | Pont Kostroma                        | Костромской мост                   | 148       | 1236                                | Poutre-caisson Béton précontraint                                     | Volga                                      | 1972                              | Kostroma 57° 45′ 12,8″ N, 40° 56′ 23,8″ E          | Kostroma             |                                    |
|  | 20     | Pont Krasnoloujski                   | Краснолужский автодорожный мост    | 144       | 412                                 | Poutre-caisson Acier                                                  | Troisième anneau routier de Moscou Moskova | 1998                              | Moscou 55° 43′ 40,8″ N, 37° 32′ 49,9″ E            | Moscou               |                                    |
|  | 21     | Pont ferroviaire de Kamensk-Ouralski |                                    | 140       | 260                                 | Arc Acier, tablier porté                                              | Isset                                      | 1939                              | Kamensk-Ouralski 56° 23′ 35″ N, 61° 57′ 51,6″ E    | Sverdlovsk           | [ 7 ]                              |
|  | 22     | Pont Bolcheokhtinski                 | Большеохтинский мост               | 136 (x2)  | 334                                 | Arc Acier, tablier suspendu                                           | Tul'skaya ulitsa - Yakornaya ulitsa Neva   | 1909                              | Saint-Pétersbourg 59° 56′ 33,5″ N, 30° 24′ 04,5″ E | Saint-Pétersbourg    | ,                                  |
|  | 23     | Pont Andreïevski                     | Андреевский мост                   | 135       | 264                                 | Arc Acier, tablier intermédiaire                                      | Moskova                                    | 2001                              | Moscou 55° 42′ 51,3″ N, 37° 34′ 39″ E              | Moscou               |                                    |
|  | 24     | Pont ferroviaire Krasnoloujski       | Краснолужский железнодорожный мост | 135       | 300                                 | Arc Acier, tablier intermédiaire                                      | Moskova                                    | 2001                              | Moscou 55° 43′ 41,1″ N, 37° 32′ 52″ E              | Moscou               | [ 9 ]                              |
|  | 25     | Pont ferroviaire de Finlande         | Финля́ндский железнодоро́жный мост   | 100 (x3)  | 1139                                | Poutres Acier Pont levant                                             | Neva                                       | 1912                              | Saint-Pétersbourg 59° 54′ 55,4″ N, 30° 24′ 33,5″ E | Saint-Pétersbourg    | [ K 13 ]                           |